# Serie A 1954 (pallavolo maschile)
La Serie A maschile FIPAV 1954 fu la 9ª edizione del principale torneo pallavolistico italiano organizzato dalla FIPAV.
Il titolo fu conquistato dalla Minelli Modena. La Robur Ravenna si ritirò prima dell'inizio del torneo; la Multedo 1930 Genova fu penalizzata di un punto per la rinuncia alla trasferta di Trieste contro la CRDA.

## Classifica
| Pos. | Squadra                  | Pt | G  | V  | P  | SV | SP |
| ---- | ------------------------ | -- | -- | -- | -- | -- | -- |
| 1.   | Minelli Modena           | 24 | 12 | 12 | 0  | 36 | 7  |
| 2.   | Avia Pervia Modena       | 16 | 12 | 8  | 4  | 29 | 16 |
| 3.   | CUS Parma                | 14 | 12 | 7  | 5  | 24 | 23 |
| 4.   | CRDA Trieste             | 10 | 12 | 5  | 7  | 21 | 24 |
| 5.   | Multedo 1930 Genova      | 9  | 12 | 5  | 7  | 23 | 27 |
| 6.   | Luna Amica Reggio Emilia | 6  | 12 | 3  | 9  | 19 | 31 |
| 7.   | Olimpia Vercelli         | 4  | 12 | 2  | 10 | 13 | 33 |
| 8.   | Robur Ravenna            | –  | 0  | –  | –  | –  | –  |

| Campione d'Italia | Retrocesse in Serie B |

## Risultati

### Tabellone
|                | Genova | Modena AP | Modena Minelli | Parma | Reggio Emilia | Trieste | Vercelli |
| -------------- | ------ | --------- | -------------- | ----- | ------------- | ------- | -------- |
| Genova         | XXX    | 2-3       | 1-3            | 1-3   | 3-2           | 3-1     | 3-1      |
| Modena AP      | 2-3    | XXX       | 1-3            | 3-1   | 3-1           | 3-1     | 3-0      |
| Modena Minelli | 3-0    | 3-0       | XXX            | 3-1   | 3-0           | 3-1     | 3-0      |
| Parma          | 0-3    | 3-2       | 0-3            | XXX   | 3-0           | 3-0     | 3-2      |
| Reggio Emilia  | 3-2    | 2-3       | 2-3            | 1-3   | XXX           | 2-3     | 3-1      |
| Trieste        | 3-0    | 0-3       | 1-3            | 2-3   | 3-0           | XXX     | 3-0      |
| Vercelli       | 3-2    | 1-3       | 0-3            | 3-1   | 1-3           | 1-3     | XXX      |